# Tunnel Hölzern
Der Tunnel Hölzern im baden-württembergischen Landkreis Heilbronn ist ein 1973 fertiggestellter Tunnel der Bundesautobahn 81 zwischen Cleversulzbach (zu Neuenstadt am Kocher) und Hölzern (zu Eberstadt).

## Geographische Lage
Der Tunnel Hölzern führt zwischen Cleversulzbach im Norden und Hölzern im Süden unter der zur Sulmer Bergebene gehörenden Hölzerner Ebene (296,3 m ü. NHN) hindurch, die im Norden bewaldet ist und im Süden Weinlagen aufweist. Er liegt zwischen dem rund 6 Kilometer (km) ostnordöstlich von Heilbronn gelegenen Autobahnkreuz Weinsberg und der etwa 9,5 km (je Luftlinie) nordnordöstlich davon befindlichen Autobahn-Anschlussstelle Neuenstadt. Hinüber führen Waldwege und Wege der Weinlagen.

## Geschichte und Beschreibung
Der Tunnel Hölzern wurde von Juli 1968 bis Dezember 1973 erbaut. Er wurde 2006 generalsaniert und den neuesten Sicherheitsanforderungen angepasst.
Der Tunnel besteht aus zwei Röhren, die 470 Meter (m) (Nord-Süd-Richtung) und 462 m (Süd-Nord-Richtung) lang sind. Es gilt eine Geschwindigkeitsbeschränkung von 100 km/h.